# エリザベタ・ブリズギナ
エリザベタ・ブリズギナ（ウクライナ語: Єлізавета Вікторівна Бризгіна、英語: Yelyzaveta Viktorivna Bryzhina、1989年11月28日 ‐ ）は、ウクライナ・ルハーンシク出身の陸上競技選手。専門は200mが中心の短距離走。2012年ロンドンオリンピック女子4×100mリレーの銅メダリストである。両親は1988年ソウルオリンピックの金メダリスト。

## 家族
両親と妹も短距離走選手。母親のオルガは4×400mリレーの世界記録保持者であり、1988年ソウルオリンピックの400mと4×400mリレー、1992年バルセロナオリンピックの4×400mリレーなど、オリンピックと世界選手権を通じて5つの金メダルを獲得した名選手。父親のヴィクトル・ブリズギンも1988年ソウルオリンピック男子4×100mリレーで金メダルを獲得するなど活躍した。妹のアナスタシアは2017年ロンドン世界選手権に19歳で出場した実績を持つ。

## 経歴
2010年7-8月のバルセロナヨーロッパ選手権で屋外のシニア主要国際大会に初出場を果たすと、女子200m決勝で22秒44（+0.1）のU23ウクライナタイ記録をマーク。母親のオルガが25年前に樹立した記録に並ぶ好タイムをマークするも、優勝したミリアム・スマレに0秒12及ばず、シニア主要国際大会の金メダルを逃した。しかし、女子4×100mリレー決勝ではウクライナチームのアンカーを務め、42秒29のウクライナ新記録（当時）樹立と金メダル獲得に貢献した。なお、1986年シュトゥットガルト大会では父親のヴィクトルが男子4×100mリレーで金メダル、母親のオルガは女子400mで銀メダルを獲得しているため、親子そろってヨーロッパ選手権メダリストとなった。
2011年8月の深圳ユニバーシアード女子4×100mリレーではウクライナチームのアンカーを務め、43秒33で優勝に貢献。学生の世界大会ながら、両親と同じく世界大会金メダリストとなった。
2012年8月のロンドンオリンピックで初のオリンピック出場を果たすと、女子200mでは準決勝まで進出した。ウクライナチームのアンカーを務めた女子4×100mリレー決勝ではチーム最速のスプリット（10秒09）をマークし、42秒24のウクライナ新記録樹立と銅メダル獲得に貢献。この種目では男子も含めウクライナ勢初のメダル獲得となった。また、このメダル獲得により、親子そろってオリンピックメダリストとなった。
2013年8月のモスクワ世界選手権に出場すると、女子200mは前回大会に続いて準決勝敗退、アンカーを務めた4×100mリレーは予選敗退という成績を残した。しかし、大会のドーピング検査で筋肉増強作用のあるドロスタノロンに陽性反応を示したため記録は抹消され、2013年8月15日から2015年8月27日まで資格停止処分を受けた。

## 自己ベスト
- 記録欄の（　）内の数字は風速（m/s）で、+は追い風を意味する。

| 種目 | 記録          | 年月日        | 場所             | 備考              |
| 屋外 | 屋外          | 屋外          | 屋外             | 屋外              |
| ---- | ------------- | ------------- | ---------------- | ----------------- |
| 100m | 11秒42 (+1.1) | 2016年5月25日 | クロピヴニツキー |                   |
| 200m | 22秒44 (+0.1) | 2010年7月31日 | バルセロナ       | U23ウクライナ記録 |
| 室内 |               |               |                  |                   |
| 60m  | 7秒37         | 2009年2月18日 | スームィ         |                   |
| 200m | 23秒72        | 2009年2月4日  | タリン           |                   |
| 300m | 37秒75        | 2016年2月2日  | ユヴァスキュラ   |                   |
| 400m | 52秒67        | 2012年2月16日 | スームィ         |                   |

## 主な成績
- 備考欄の記録は当時のもの

| 年   | 大会                                              | 場所                        | 種目    | 結果        | 記録            | 備考                   |
| ---- | ------------------------------------------------- | --------------------------- | ------- | ----------- | --------------- | ---------------------- |
| 2005 | ヨーロッパ ユースオリンピック フェスティバル (en) | リニャーノ・ サッビアドーロ | 100m    | 優勝        | 11秒60 (+3.1)   |                        |
| 2005 | ヨーロッパ ユースオリンピック フェスティバル (en) | リニャーノ・ サッビアドーロ | 4x100mR | 予選        | DNF (4走)       |                        |
| 2007 | ヨーロッパジュニア選手権 (en)                     | ヘンゲロー                  | 200m    | 2位         | 23秒66 (-0.2)   |                        |
| 2007 | ヨーロッパジュニア選手権 (en)                     | ヘンゲロー                  | 4x100mR | 2位         | 44秒77 (4走)    | ジュニアウクライナ記録 |
| 2008 | 世界ジュニア選手権                                | ブィドゴシュチュ            | 100m    | 予選        | 12秒21 (-1.9)   |                        |
| 2008 | 世界ジュニア選手権                                | ブィドゴシュチュ            | 200m    | 予選        | 24秒31 (+1.8)   |                        |
| 2009 | ヨーロッパ室内選手権 (en)                         | トリノ                      | 60m     | 予選        | 7秒63           |                        |
| 2009 | 世界選手権                                        | ベルリン                    | 200m    | 予選        | DNS             |                        |
| 2010 | ヨーロッパ選手権                                  | バルセロナ                  | 200m    | 2位         | 22秒44 (+0.1)   | U23ウクライナ記録      |
| 2010 | ヨーロッパ選手権                                  | バルセロナ                  | 4x100mR | 優勝        | 42秒29 (4走)    | ウクライナ記録         |
| 2010 | コンチネンタルカップ (en)                         | スプリト                    | 200m    | 2位         | 23秒37 (-0.6)   | ヨーロッパ代表         |
| 2010 | コンチネンタルカップ (en)                         | スプリト                    | 4x100mR | 2位         | 43秒77 (4走)    | ヨーロッパ代表         |
| 2011 | ユニバーシアード (en)                             | 深圳                        | 200m    | 4位         | 23秒28 (+0.7)   |                        |
| 2011 | ユニバーシアード (en)                             | 深圳                        | 4x100mR | 優勝        | 43秒33 (4走)    |                        |
| 2011 | 世界選手権                                        | 大邱                        | 200m    | 準決勝      | DNF             | 予選23秒70 (-0.5)      |
| 2012 | 世界室内選手権                                    | イスタンブル                | 4x400mR | 決勝        | DQ (1走)        |                        |
| 2012 | オリンピック                                      | ロンドン                    | 200m    | 準決勝      | 22秒64 (+1.0)   |                        |
| 2012 | オリンピック                                      | ロンドン                    | 4x100mR | 3位         | 42秒04 (4走)    | ウクライナ記録         |
| 2013 | 世界選手権                                        | モスクワ                    | 200m    | 準決勝 失格 | 22秒87 (0.0) DQ | ドーピング処分         |
| 2013 | 世界選手権                                        | モスクワ                    | 4x100mR | 予選 失格   | 43秒12 (4走) DQ | ドーピング処分         |
| 2016 | ヨーロッパ選手権                                  | アムステルダム              | 200m    | 準決勝      | 23秒64 (0.0)    |                        |
| 2016 | ヨーロッパ選手権                                  | アムステルダム              | 4x100mR | 4位         | 42秒87 (4走)    |                        |
| 2016 | オリンピック                                      | リオデジャネイロ            | 200m    | 予選        | 23秒28 (0.0)    |                        |
| 2016 | オリンピック                                      | リオデジャネイロ            | 4x100mR | 6位         | 42秒36 (4走)    |                        |
| 2017 | 世界選手権                                        | ロンドン                    | 4x100mR | 予選        | 43秒77 (2走)    |                        |